# 安倍なつみSpecial Live 2007 秋 〜Acoustic なっち〜
「安倍なつみSpecial Live 2007 秋 〜Acoustic なっち〜」（あべなつみスペシャルライブ2007あき - アコースティックなっち）は、安倍なつみのライブビデオ。

## 概要
アコースティック編成のツアーから、東京厚生年金会館での公演を収録。

## 収録曲
1. OPENING
2. くちびるで止めて
3. 東京みちくさ
4. MC
5. 愛しき悪友へ
6. 夢ならば
7. MC
8. 夕暮れ作戦会議
9. OGIYODIORA
10. MC
11. 好きで×5
ゲスト・保田圭（サックス）
12. MC
13. Memory 青春の光
ゲスト・保田圭
14. MC
15. 今、いちばんのありがとう
16. トウモロコシと空と風
17. MC
18. 息を重ねましょう
19. 小説の中の二人
20. MC
21. 恋の花
22. OLの事情
23. 大人へのエレベーター
24. MC
25. Too far away 〜女のこころ〜
26. ふるさと
27. MC
28. 愛しき人